# Берлинска телевизионна кула
Берлинската телевизионна кула (на немски: Fernsehturm Berlin, [ˈfɛʁnzeːˌtʊʁm]) е телевизионна кула в центъра на Берлин, столицата на Германия.
Построена от Пощите на Германската демократична република през 1965 – 1969 година като функционално съоръжение, но и като символ на техническия и стопански успех на тоталитарния режим в страната, тя остава като един от символите на града. Разположена е в близост до оживения площад „Александерплац“ в централния район „Мите“ и се вижда и от повечето предградия на Берлин. С височина 368 m кулата (включително антената на върха) кулата е най-високата конструкция в страната и третата по височина в Европейския съюз (след Рижката телевизионна кула в Рига и мачтата „Торета де Гуардамар“ край Аликанте). По времето, когато е построена, тя е четвъртата по височина сграда в света след Останкинската телевизионна кула в Москва, „Джон Ханкок Център“ в Чикаго и „Емпайър Стейт Билдинг“ в Ню Йорк.
Освен телевизионните предаватели, на височина около 200 m са разположени ресторант и наблюдателна платформа.